# Besos brujos
Besos brujos es una película argentina en blanco y negro dirigida por José Agustín Ferreyra según su propio guion escrito en colaboración con Enrique García Velloso sobre un cuento de este, que se estrenó el 30 de junio de 1937 y que tuvo como protagonistas a Libertad Lamarque y Floren Delbene.

## Producción
El cuento de García Velloso -casi una novela- había sido publicado en 1922. Su autor en una carta pública difundida el día antes del estreno repudió el filme afirmando que el mismo "desvirtúa artística y literariamente en el nexo de la acción y en su idioma el argumento y los diálogos que escribí". Según Jorge Miguel Couselo, la adaptación de Ferreyra había procurado un tono fácilmente accesible al cuento librándolo de otras pretensiones y dejando de lado diálogos improbablemente cinematográficos.

## Sinopsis
Una cancionista es raptada por un estanciero en la selva y su novio, que la sigue, recibe una mordedura venenosa de una víbora.

## Reparto
- Libertad Lamarque... Marga
- Floren Delbene ... Alberto
- Carlos Perelli ... Don Sebastián
- Sara Olmos ... Laurita
- Antonio Daglio
- Satanela ... Ella misma
- Morena Chiolo
- Salvador Arcella ... Zenón

## Temas musicales
En la película se interpretan los siguientes temas, todos pertenecientes a Alfredo Malerba y Rodolfo Sciammarella: Besos brujos (tango), Tu vida es mi vida (tango), Quiéreme (bolero) y Ansias (Como un pajarito) (canción).

## Pérdida y hallazgo de la copia
Los negativos originales de la película se perdieron y en la colección Turner, donada al INCAA en 2012, sólo había una copia del filme en 16mm. En 2000 el INCAA adquirió una colección de filmes en nitrato que había pertenecido a Alfredo P. Murúa, que incluía una copia original en nitrato, completa y en excelente estado, de la cual el Instituto hizo un nuevo internegativo de 35mm. de imagen y sonido, para usar como nueva matriz de la que se extrajo una nueva copia para exhibir.

## Comentario
El crítico Roland opinó:

"Siguiendo la huella de Ayúdame a vivir... saltando sobre los más vulgares convencionalismos (Ferreyra) saca a flote la esencia humana de la situación y se complace en ofrecer algún audaz primer plano"